# クビキリギス
クビキリギス (学名：Euconocephalus thunbergi) は、バッタ目キリギリス科の昆虫。クビキリギリスともいう。

## 分布
日本。北海道（但し南端のみ。植物等荷物について移入したものと思われる。）関東地方以西の本州、四国、九州、南西諸島。

## 形態
成虫の体長は55-65mm。体色は緑色と褐色の個体が見られる。時に赤色のものがいて「赤いバッタ（キリギリス）」として話題になることがある。緑色/褐色は終齢幼虫時代に過ごした環境の湿度によって決定される。すなわち、野生下で豊富な植物群中で過ごすということは湿度が高い環境で過ごすことを意味し、緑色型として羽化し、そうでない環境で育った幼虫はたとえ終齢まで緑色であっても褐色型の成虫になる。逆に、湿度の高い容器で飼育すると植物が全く無くても緑色型になる。また、褐色型のメスは、赤色のクビキリギスより珍しいと言われている。
体長そのものはキリギリスやヤブキリを凌ぐが、体高が低く体型は全体に細長く鋭角的である。ショウリョウバッタ等に似て頭部は著しく前傾し頂部は尖る。口の周囲が赤く、大顎は強大に発達する。メスの産卵管は剣状である。羽の間に隠れてしまい一見では雌雄の区別が困難だが、発音器の有無やメスの方が僅かに大きいこと、前胸の白線の有無（メスにはない）で区別できる。なお褐色型では胸の白線が不明瞭となるためより注意が必要である。
口の周囲が赤いことから俗称「血吸いバッタ」と呼ばれることもある。
よくカヤキリやクサキリなどと間違われることがあるが、体長が小型なこと、頭部が黄色味を帯びないことで区別できる。
また、別種でズトガリクビキリがいるが、本種とは分類的に関係は無い。むしろカヤキリに近い。

## 生態
林に隣接する草原等で、イネ科の草本の茂みに生息する。夜行性。春〜初夏に草本や樹上、水田の土手など色々な場所で鳴き、鳴き声は日本語圏では「ジーーー」ないし「ヴィーーー」と電気の変圧器のように聞こえる。声の似るケラとしばしば聞き間違えられるが、ケラが地中、地表で鳴いているのに対し、本種は草上や樹上で鳴いている。初夏になり気温が上がると朝に鳴くこともある。
本来の生息環境で目視されることは稀で、人目に触れるのはたいがい灯火に飛来した個体である。公衆便所、公衆電話、コンビニエンスストア、自動販売機等の垂直面に付着している姿がしばしば見られる。
食性は植物食傾向の強い雑食で、昆虫類、イネ科植物の穂や若芽等を食べる。顎の力が強く、噛みつかれた状態で強く引っ張ると頭部が抜けることが和名の由来になっている。このように顎の力が強いため、ササキリ類やツユムシなどでは文字通り歯が立たない大きく固い穂、種子も食べることができる。また、引っ張ると比較的首が抜けやすいのは、首の関節が意外と細く、頭頂部寄りにあり、まっすぐ引っ張られると折れてもぎれる形になるからである。
非常にまれにカヤキリのような威嚇行動をとることもあるが長時間する事はなく、すぐ逃げる。
飼育下では鰹節、金魚の餌、ドッグフード等もよく食べる。

## 生活環
彼らの生活環はツチイナゴや訪花性のハナムグリ亜科に相似した独特のものである。7月中旬から下旬にかけ孵化した幼虫は9月下旬から10月頃に成虫となり、そのまま越冬に入る。そして翌春から初夏にかけて交尾や産卵などの活動を本格的におこなう。産卵は草本の葉と茎の節目、裏側などにズラリと規則正しく並べておこなわれる。
卵は初夏から夏にかけて孵化する。秋には羽化し成虫になり、そのまま冬眠する。
翌年の5〜6月に交尾、産卵を行うが、その後も相当数の個体が生存し続け、7月に入っても多くが健在である。さらに飼育下では再越冬に突入し2度目の春を迎える例すらあるという。このためクビキリギスは、孵化から数えると丸1年以上〜2年近くも生きている長命なキリギリスといえる。また、クビキリギスのメスには単為生殖の能力があり、オスと交尾しなくても産卵して子孫を残すことができる。